# I型细胞因子受体
I型细胞因子受体（英語：Type I cytokine receptor）是一种細胞表面受體，是两大类细胞因子受体之一，带有WSXWS（Trp-Ser-X-Trp-Ser）基序，其与细胞因子结合的结构域与纤连蛋白III型结构域有关。